# Mesophthalma mirita
Espèce
Synonymes
- Diophthalma mirita Herrich-Schäffer, 1853

Mesophthalma mirita est une espèce d'insectes lépidoptères (papillons) appartenant à la famille des Riodinidae et au genre Mesophthalma.

## Taxonomie
L'espèce Mesophthalma mirita a été décrite en 1853 par l'entomologiste allemand Gottlieb August Wilhelm Herrich-Schäffer (1799-1874) sous le protonyme de Diophthalma mirita

### Nom vernaculaire
Mesophthalma mirita se nomme Mirita Eyemark en anglais

## Description
Mesophthalma mirita est de couleur beige rayé de marron foncé (en lignes parallèles à la marge) et avec aux antérieures un gros ocelle central noir doublement pupillé de blanc.

## Écologie et distribution
Mesophthalma mirita n'est présent qu'au Suriname.

### Biotope
Il réside dans la forêt tropicale.